# Pandi (Cundinamarca)
Pandi est une municipalité située dans le département de Cundinamarca, en Colombie.